# Resolució 880 del Consell de Seguretat de les Nacions Unides
La Resolució 880 del Consell de Seguretat de les Nacions Unides fou adoptada per unanimitat el 4 de novembre de 1993.
Després de recordar la Resolució 745 (1992) i altres resolucions pertinents sobre Cambodja, el Consell era preocupat per la retirada del país de l'Autoritat Transitòria de les Nacions Unides a Cambodja (UNTAC).
El Consell de Seguretat va acollir amb beneplàcit el període transitori en què es va dur a terme la pau, l'estabilitat i la reconciliació sota el lideratge de Norodom Sihanouk, ara governant de Cambodja. Es va acollir amb satisfacció una constitució recent adoptada, l'establiment d'un govern i la celebració d'eleccions d'acord amb els Acords de París, que permetien al Consell declarar que s'havien complert els objectius dels acords.
Es va rendir tribut als Estats membres que van aportar personal a la UNTAC mentre es presentaven condolences als que van perdre nacionals. Es va destacar la ràpida prestació de l'assistència internacional a la rehabilitació, la reconstrucció i el desenvolupament a Cambodja i la construcció de la pau, així com la necessitat d'assegurar la seguretat de la retirada del personal de la UNTAC i la continuïtat del desminatge.
La resolució va tornar a donar la benvinguda a l'adhesió del rei Norodom Sihanouk, que va tenir un paper important en el procés de pau. També va donar la benvinguda a la formació d'un nou govern i va celebrar el treball de la UNTAC pel seu paper a Cambodja. Al mateix temps, es va instar els Estats membres a respectar la sobirania, la integritat territorial i la neutralitat de Cambodja i exigir el cessament de tots els atacs de la facció khmer contra el Govern de Cambodja o la UNTAC. Atesa la història de Cambodja, es va afirmar el respecte del dret internacional humanitari al país, demanant als països que proporcionessin tècnics i equips tècnics i contribucions voluntàries.
La retirada del component militar de la UNTAC abans del 15 de novembre de 1993, tal com es preveia a la Resolució 860 (1993) continuaria endavant, estenent el mandat de neteja de mines i unitat de formació fins al 30 de novembre de 1993 i la policia militar i els components mèdics abans del 31 de desembre de 1993.
Es va establir un equip de 20 observadors militars, conegut com l'Equip d'Enllaç Militar de les Nacions Unides (UNMLT) per supervisar la situació al país després de la retirada de la UNTAC. Es va acollir amb beneplàcit la intenció de la intenció del Secretari General Boutros Boutros-Ghali de nomenar una persona per coordinar la presència de les Nacions Unides a Cambodja, així com la seva intenció d'informar sobre les lliçons apreses durant el transcurs de l'operació UNTAC.